# Peter Debye
Peter Joseph William Debye, oorspronkelijke naam Petrus Josephus Wilhelmus (Peter) Debije, bijnaam Pie, Limburgse uitspraak achternaam "Debie" (Maastricht, 24 maart 1884 – Ithaca (New York), 2 november 1966) was een Nederlands-Amerikaans fysisch chemicus en Nobelprijswinnaar (1936).

## Biografie

### Jonge jaren
Peter Debye werd geboren op 24 maart 1884 in een thans niet meer bestaand huis aan de Maastrichter Smedenstraat in het centrum van Maastricht. Hij was de zoon van de smid Joannes Wilhelmus Debye (1859–1937) en de bureauliste van de Maastrichtse stadsschouwburg, Maria Anna Barbara Ruemkens (1859-1940).
Na het doorlopen van de lagere school en de Gemeentelijke HBS in Maastricht ging hij in 1901 naar de Rheinisch-Westfälische Technische Hochschule (RWTH) in Aken. Hij studeerde wiskunde en klassieke natuurkunde en kreeg in 1905 een graad in de elektrotechniek. In Aken studeerde hij onder de begeleiding van Arnold Sommerfeld, die hem na zijn afstuderen aannam als assistent. Debeye zou later door Sommerfeld als zijn grootste ontdekking worden bestempeld.
In 1906 kreeg Sommerfeld een aanstelling als hoogleraar in München en nam Debye mee als assistent. In 1907 publiceerde Debye zijn eerste artikel, een wiskundig elegante oplossing van een probleem over elektrische kringstromen. In 1908 promoveerde hij met een proefschrift over stralingsdruk. Twee jaar later leidde hij de wet van Planck af met een methode die ook volgens Max Planck simpeler was dan die van hemzelf.
In 1910 werd hij privaatdocent te München. In 1911, toen Albert Einstein een aanstelling aannam als hoogleraar in Praag, nam Debye Einsteins oude hoogleraarschap aan de Universiteit Zürich over. Hierna volgden verhuizingen naar Utrecht in 1912, en Göttingen in 1913. In dat jaar trouwde Debeye met Mathilde Alberer. Ze kregen een zoon en een dochter. Hun zoon Peter P. Debye werd natuurkundige en werkte voor sommige onderzoekingen samen met zijn vader.
In 1920 keerde Debeye terug naar Zürich. Hij vertrok in 1927 naar Leipzig en in 1934 naar Berlijn. Daar werd hij directeur van het Kaiser Wilhelm Institut für Physik en zag hij toe op de bouw van nieuwe laboratoria. Het instituut was een onderdeel van het Kaiser-Wilhelm-Gesellschaft dat in 1948 werd opgevolgd door het Max-Planck-Gesellschaft. Het voornoemde instituut heet tegenwoordig Max-Planck-Institut für Physik en is gevestigd in München.

### Wetenschappelijke bijdragen vóór de Nobelprijs
- Zijn eerste grote wetenschappelijke bijdrage was de toepassing van het concept van dipoolmoment op de ladingsverdeling in asymmetrische moleculen in 1912.[6] Hierbij ontwikkelde hij vergelijkingen die het dipoolmoment relateerden aan temperatuur, diëlektrische constante, etc. Als gevolg hiervan worden elektrisch moleculaire dipoolmomenten gemeten in debye, een eenheid die naar hem vernoemd is.
- Ook breidde hij in 1912 Einsteins theorie over soortelijke warmte uit naar lagere temperaturen door ook bijdragen van laagfrequente fononen mee te nemen.[7]
- In 1913 breidde hij de theorie van Niels Bohr over het atoommodel uit met elliptische banen. Dit concept was ook geïntroduceerd door Arnold Sommerfeld.
- In 1914-1915 berekende hij samen met Paul Scherrer het effect van de temperatuur op röntgendiffractiepatronen van kristallijne vaste stoffen. Daardoor ontstaan regelmatige patronen, waaruit omgekeerd de onderlinge posities van atomen in het materiaal te bepalen zijn. Zie ook Debye-Scherrermethode.
- In 1923 ontwikkelde hij samen met zijn assistent Erich Hückel een verbetering van Svante Arrhenius' theorie over elektrische geleidbaarheid in elektrolytische oplossingen.[8] Hoewel er in 1926 door Lars Onsager nog een verbetering gedaan werd aan de Debye-Hückeltheorie, wordt de theorie nog steeds beschouwd als een grote stap vooruit in ons begrip van elektrolytische oplossingen.
- Ook ontwikkelde hij in 1923 een theorie om het Comptoneffect, het verschuiven van de frequentie van röntgenstraling in wisselwerking  met elektronen, te verklaren. Later werd dit verschijnsel uitgebreid gemeten en beschreven door de Amerikaan Arthur Holly Compton, die hiervoor in 1927 de Nobelprijs ontving.

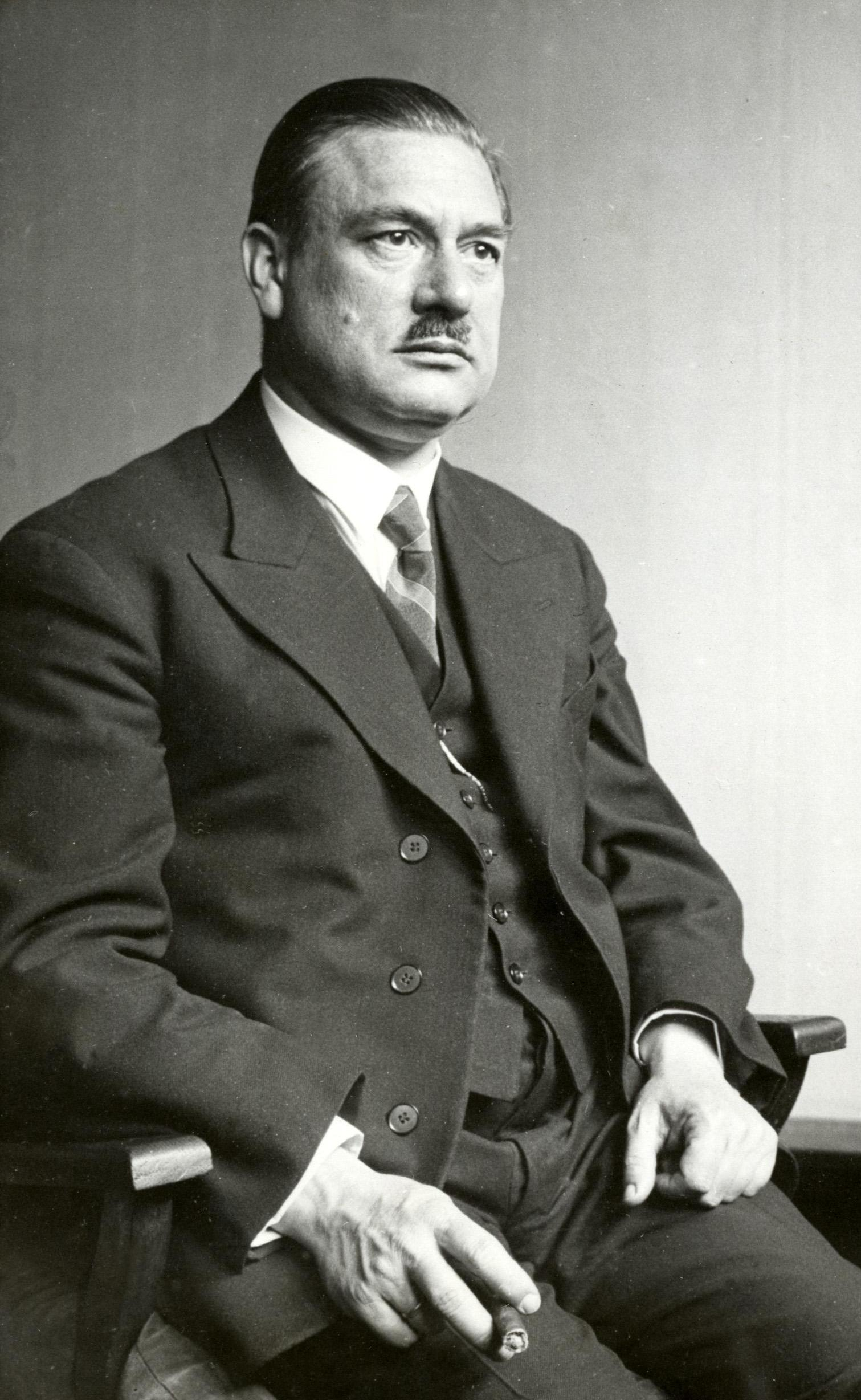
Debye in 1937

Debye behield zijn hele leven grote belangstelling voor het probleem van de wisselwerking tussen straling en materie. Kenmerkend voor zijn werk was zijn wiskundige aanpak. In Leipzig deed Debye onderzoek naar de structuur van moleculen en slaagde hij als eerste erin om röntgendiffractie aan te tonen aan geïsoleerde gasvormige moleculen.

### Loopbaan na de Nobelprijs
Van 1937 tot 1939 was Debye voorzitter van de Deutsche Physikalische Gesellschaft. In de weken na de Kristallnacht vroeg hij de laatste joodse leden hun lidmaatschap bij hem op te zeggen. Na zijn brief van 9 december 1938 meldden vijf leden zich. Volgens een rapport van het Nederlands Instituut voor Oorlogsdocumentatie (NIOD) handelde Debye uit opportunisme - zie onder.
In december 1938 ontdekten Hahn, Strassmann en Meitner de eerste kernreactie. Het Heereswaffenamt, niet blind voor de militaire mogelijkheden van deze ontdekking, besloot in oktober 1939 het beheer over het Max Planck Instituut, tegen alle afspraken in, over te nemen. Volgens een overeenkomst met de Rockefeller-Foundation (de geldschieter bij de bouw) mocht het instituut niet voor oorlogsdoeleinden worden gebruikt. Debye werd met verlof gestuurd. Toen hij een verzoek zijn Nederlands staatsburgerschap op te geven weigerde, werd hem ook de toegang tot zijn instituut ontzegd. Zo stapte hij op 23 januari 1940 in Genua op de boot naar de Verenigde Staten om daar volgens eerdere afspraken de Baker-Lectures te geven aan Cornell-universiteit in Ithaca (New York).
Op 23 juni 1941, toen hij al in de Verenigde Staten woonde, stuurde Debye echter een telegram naar Berlijn met het verzoek terug te mogen keren op zijn post. Mogelijk werd het verzonden om familieleden in Berlijn niet in gevaar te brengen, want op 14 augustus 1941 diende hij een verzoek in om de Amerikaanse nationaliteit te verkrijgen. Uiteindelijk bleef hij op Cornell, werd er hoogleraar en tien jaar lang hoofd van de scheikundige faculteit. In 1946 werd hij Amerikaans staatsburger. In tegenstelling tot de Europese periode van zijn leven, toen Debye elke paar jaar verhuisde naar een andere universiteit, bleef hij de rest van zijn carrière op Cornell. Hij ging in 1952 met pensioen, maar bleef onderzoek doen tot zijn dood in 1966, met name naar kunststoffen en polymeren.
Veel van zijn werk op Cornell betrof het gebruik van lichtverstrooiingstechnieken (afgeleid van zijn werk aan röntgenverstrooiing van jaren eerder) om de grootte en de moleculaire massa van polymeermoleculen te bepalen. Hij was hiermee begonnen naar aanleiding van zijn werk tijdens de Tweede Wereldoorlog aan synthetisch rubber, maar dit onderzoek werd uitgebreid naar eiwitten en andere macromoleculen.
In april 1966 kreeg hij een hartaanval. In november van dat jaar volgde een tweede, die hem fataal werd. Hij overleed op 82-jarige leeftijd en werd begraven in Ithaca, in de staat New York.

## Eerbewijzen, lidmaatschappen, vernoemingen

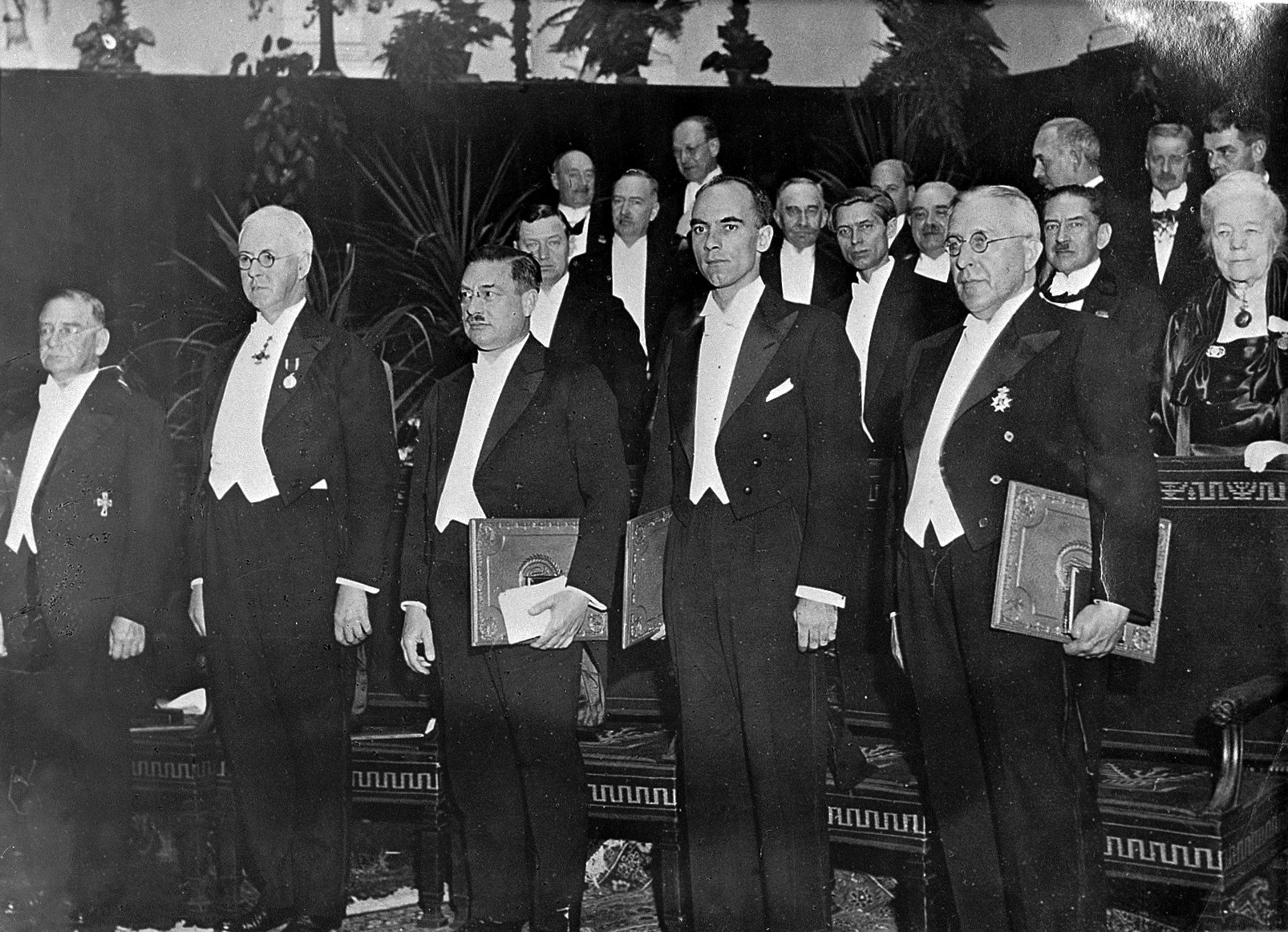
Uitreiking Nobelprijzen 1936. Van links naar rechts: Otto Loewi, Henry Dale, Peter Debye, Carl Anderson en Victor Franz Hess

### Prijzen
In 1936 ontving Peter Debye de Nobelprijs voor Scheikunde "voor zijn bijdragen aan de studie van de structuur van moleculen", waarbij vooral verwezen werd naar zijn werk aan dipoolmomenten en röntgendiffractie. Eerder, in 1930, had hij de Britse Rumford Medal ontvangen. In 1937 ontving hij de Benjamin Franklin Medal van het Amerikaanse Franklin Institute, in 1950 de Max Planck-medaille, in 1963 de Priestley Medal van de American Chemical Society, en in 1965 de door president Lyndon B. Johnson uitgereikte National Medal of Science.

### Lidmaatschappen
Debye was lid van de Saksische Academie van Wetenschappen in Leipzig, de Pruisische Academie van Wetenschappen (vanaf 1920 corresponderend lid; vanaf 1936 gewoon lid), de Beierse Academie van Wetenschappen (sinds 1924 corresponderend lid), de Göttinger Academie van Wetenschappen (vanaf 1916), de Russische Academie van Wetenschappen (vanaf 1924), de American Academy of Arts and Sciences (vanaf 1927), de American Philosophical Society (vanaf 1936), de Heidelberger Academie van Wetenschappen, de Deutsche Akademie der Wissenschaften Leopoldina (vanaf 1932) en de National Academy of Sciences (vanaf 1947). In 1982 werd hij opgenomen in de Alpha Chi Sigma (ΑΧΣ) hall of fame.

### Vernoemingen

#### Wetenschappelijke vernoemingen

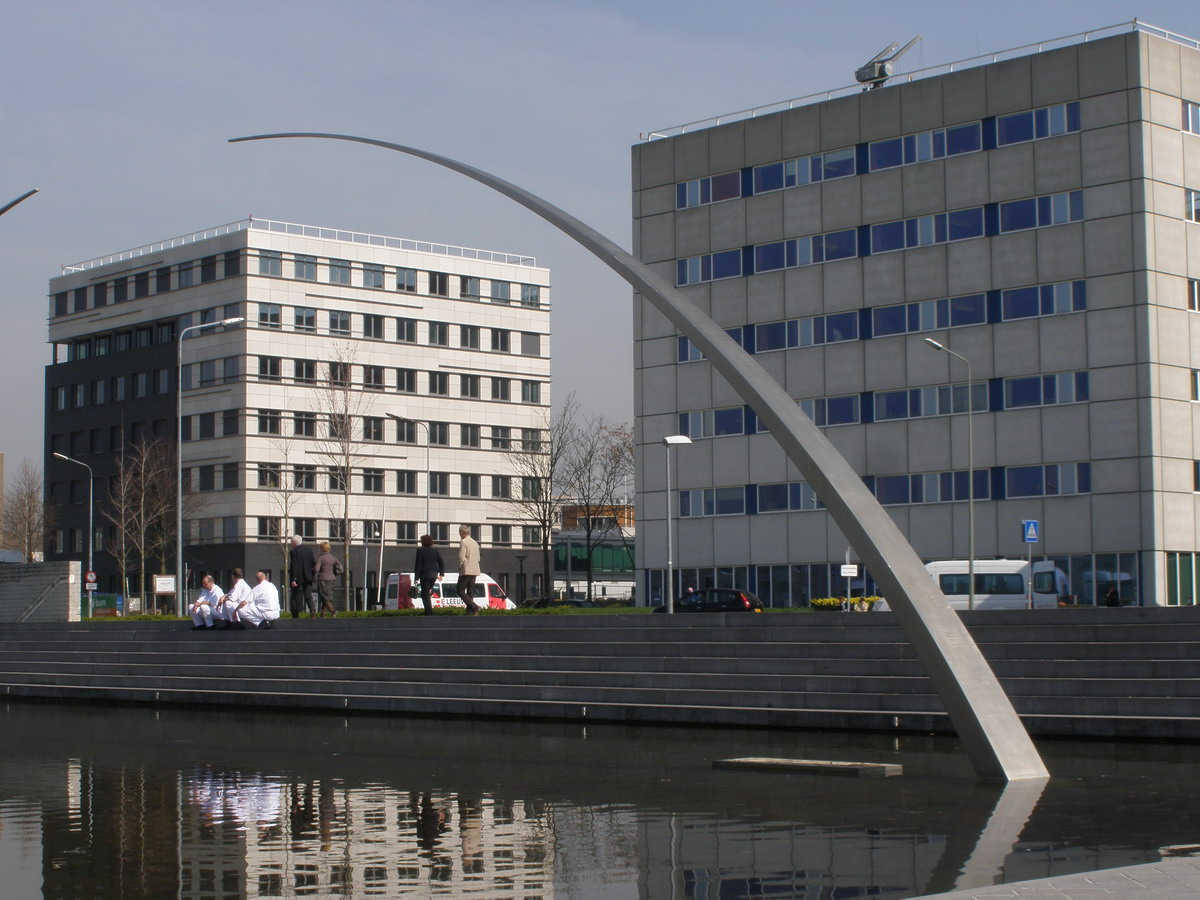
Kunstwerk Dipoolmomenten (Felix van de Beek, 1998) ter ere van Peter Debye op het naar hem genoemde plein in Maastricht

In de plasmafysica is een verschijnsel dat Debye-afscherming genoemd wordt, vernoemd naar hem. Bij dit verschijnsel schermt plasma een elektrostatisch veld af. Andere wetenschappelijke vernoemingen naar Debye zijn:
- Debye, eenheid voor het elektrisch dipoolmoment en de daarbij behorende Debyekracht
- Debyelengte
- Debye-functie, wiskundefunctie
- Debye-model en de daarbij behorende Debye-temperatuur
- Debye-Hückeltheorie
- Debye-Scherrermethode en Debye-Scherrercamera
- Debye (maankrater), sinds 1970 naar hem vernoemd
- 30852 Debye, asteroïde, sinds 2002 naar hem vernoemd

#### Overige vernoemingen
Naar Debye werd een belangrijke wetenschapsprijs van de Universiteit Maastricht vernoemd, de Peter Debye Prijs. Sinds 1962 reikt de American Chemical Society jaarlijks de prestigieuze Peter Debye Award uit. Onder de winnaars bevinden zich diverse latere Nobelprijswinnaars: Robert Mulliken (1963), Lars Onsager (1965), Paul Flory (1969), William Lipscomb (1973), Rudolph A. Marcus (1988), Frank Sherwood Rowland (1993), Ahmed Zewail (1996), Louis Brus (2011) en William Moerner (2013).
De Universiteit Utrecht vernoemde een fysisch-chemisch instituut naar hem. Straten en pleinen vernoemd naar Peter Debye zijn onder andere te vinden in Nederland (Maastricht, Heerlen-Hoensbroek en Wageningen), Duitsland (Aken, Baesweiler en Leipzig) en Zwitserland (op het terrein van de ETH Zürich).

### Andere eerbewijzen

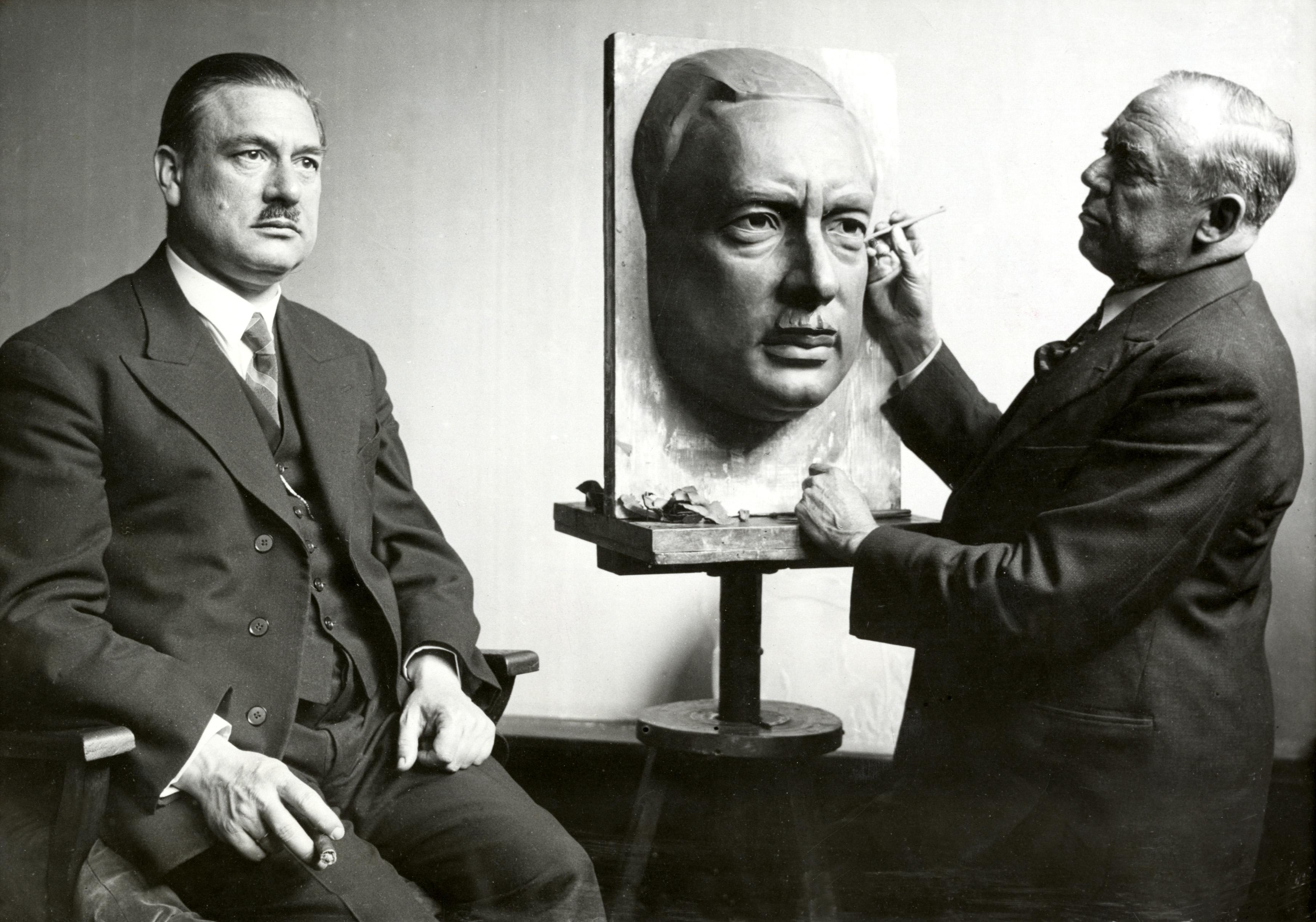
Debye poseert voor beeldhouwer Tjipke Visser in 1937. Over de verblijfplaats van het beeld is niets bekend

In het Stadhuis van Maastricht werd op 9 november 1939, in aanwezigheid van Debye en zijn moeder, een bronzen portretbuste van de Nobellaureaat onthuld. Van de door Charles Vos ontworpen buste bevond zich een tweede afgietsel in de Gemeentelijke HBS van Maastricht, Debyes oude school. De huidige verblijfplaats is onbekend. Op 8 november 1966, enkele dagen na de dood van Debye, vond een plechtige herdenking plaats bij het borstbeeld in de hal van het stadhuis. Daarbij waren burgemeester en wethouders, de voltallige gemeenteraad en een afvaardiging van leraren en leerlingen van zijn oude school aanwezig. Eerder had hij van zijn geboortestad de eremedaille ontvangen. In de Maastrichter Smedenstraat is ter plekke van het niet meer bestaande geboortehuis van Debye een plaquette aangebracht.
In 1959 ontving hij een eredoctoraat van zijn alma mater, de Rheinisch-Westfälische Technische Hochschule in Aken, waarbij duizenden studenten hem in een fakkeloptocht naar het Akense stadhuis begeleiden. Op de campus Invalidenstrasse van de Humboldtuniversiteit te Berlijn bevindt zich een monument waarop de namen van 54 natuurwetenschappers – waaronder Debye – staan vermeld, die aan de universiteit verbonden zijn geweest. In de foyer van de Universiteit Leipzig bevindt zich een portretbuste van Debye.

## Kwestie Debye
In 2006, veertig jaar na zijn dood, raakte Debye in opspraak. Aanleiding was een kritische publicatie van wetenschapsjournalist Sybe Rispens in Vrij Nederland met de titel 'Nobelprijswinnaar met vuile handen'. Het artikel deed veel stof opwaaien en diverse media besteedden er aandacht aan. Sommigen waren van mening dat er eerst gedegen onderzoek door het NIOD had moeten komen. Maar het publieke oordeel over Debye was toen al geveld. De Universiteit Maastricht besloot in februari 2006, enkele weken na het verschijnen van het artikel, dat de Peter Debye Prijs niet meer onder die naam zou worden uitgereikt. Het College van Bestuur van de Universiteit Utrecht besloot omstreeks dezelfde tijd dat het naar Debye vernoemde instituut een andere naam zou krijgen.
De kwestie had betrekking op het feit dat Albert Einstein in 1940 een (vergeefse) poging had gedaan om de komst van Debye naar de VS te voorkomen, vanwege diens vermeende medewerking aan het Hitler-regime. Einstein had een niet zo vriendelijke brief ontvangen over Debye van een onbekend iemand(?), maar wist in eerste instantie niet wat hij ermee aan moest: in de prullenbak gooien of doorsturen. Hij koos voor het laatste. Het is niet zeker of Einstein de bron van de brief vertrouwde. Volgens sommigen waren er nooit problemen tussen Einstein en Debye geweest. Rispens herontdekte deze brief veertig jaar na Debyes dood en publiceerde deze in zijn boek Einstein in Nederland en in Vrij Nederland, en baseerde daarop zijn negatieve oordeel over Debye.
Na de eerste ophef over het artikel waren er ook stemmen te horen die het opnamen voor Debye. Zo vond de natuurkundige Martinus Veltman, zelf Nobelprijswinnaar en schrijver van het voorwoord in Rispens boek over Einstein, dat de genomen maatregelen bestuurlijke dwalingen waren. Die mening werd gedeeld door Dieter Hoffmann, die onder andere een studie over natuurwetenschappers in het Derde Rijk op zijn naam had staan (Die Physikalische Gesellschaft im Dritten Reich). Ook Gijs van Ginkel, senior managing director van het Debye Instituut in Utrecht en oud-voorzitter van de Commissie Onderwijs en Onderzoek Beleid van de Universiteit Utrecht (UU), betreurde de beslissing van de UU in een opinieartikel. In Dagblad De Limburger werd op 27 juli 2006 gesteld dat Debye de geallieerden juist had geholpen door hen te informeren over de vorderingen die de Duitsers maakten in de ontwikkeling van de atoombom. Documenten over het tippen van de geallieerden zouden gevonden zijn in de Cornell-universiteit (VS), alwaar Debye lange tijd hoogleraar was. Volgens het artikel zou Debye de geschiedenis in belangrijke mate hebben beïnvloed ten gunste van de geallieerden.
Eind 2007 presenteerde het NIOD een onderzoek uitgevoerd door dr. Martijn Eickhoff over deze zaak. Hierin werd geconcludeerd dat Debyes houding gekenmerkt werd door een combinatie van idealisme en opportunisme. Gesteld werd dat hij de continuïteit van zijn onderzoek had laten prevaleren boven solidariteit met zijn joodse collega's. Cees Andriesse, emeritus-hoogleraar van de Universiteit Utrecht, stelt in een interview in NRC Handelsblad: "Debye hoorde níet bij de kleine groep wetenschappers die echte nazi's waren. Hij heeft geen joden vervolgd en uit niets is gebleken dat hij een jodenhater was". Het door Eickhoff benadrukte eigen initiatief tot het schrijven van een brief door Debye op 9 december 1938 aan alle leden van het Deutsche Physikalische Gesellschaft, waarin hij de joodse leden opriep hun lidmaatschap te beëindigen, was voor Andriesse niet overtuigend. Andriesse verwees naar een ander geval (betreffende de uitgeverij Springer-Verlag), waarbij evenmin aangetoond kon worden dat het ontslag van joodse werknemers een eigen initiatief van de uitgever betrof.
Op 17 januari 2008 meldde de Universiteit Utrecht dat het fysisch-chemisch instituut weer naar Debye zou worden genoemd. Een speciale onderzoekscommissie had geconcludeerd dat de samenwerking met de nazi’s niet kon worden bewezen. De Universiteit Maastricht bleef bij haar eerder ingenomen standpunt dat het imago van Debye niet paste bij een prestigieuze onderscheiding. De Edmond Hustinx Stichting uit Maastricht, die de prijs financierde, verklaarde dat zij de Peter Debye Prijs zal blijven uitreiken, echter in een andere opzet. De gemeente Maastricht besloot naar aanleiding van het rapport de namen van het Peter Debyeplein en -laan te handhaven. Burgemeester Onno Hoes vroeg de Universiteit Maastricht in 2011 haar standpunt over Debye te herzien.

## Werken
- Quantentheorie und Chemie (1928)
- Polar molecules (1929)
- Dipolmomente und chemische Struktur (1929)
- Molekulstruktur (1931)
- The collected papers of Peter J.W. Debye (1954)